# Grego Rossello
Gregorio Rossello (Buenos Aires, Argentina; 13 de agosto de 1991), más conocido como Grego Rossello, es un actor, conductor y personalidad de internet argentina.
Es host de su propia sección de entrevistas tituladas Ferné con Grego, en la que aloja a diversas figuras públicas como cantantes, periodistas, futbolistas, comediantes, entre otros.

## Biografía
Al irse a vivir a Estados Unidos se formó en artes dramáticas en el IUNA al tiempo que cursaba Licenciatura en historia en Di Tella, pero fue con algo tan simple como subir videos a las redes que todo explotó.

## Carrera
Tras su debut en la pantalla grande, a los 13 años, en el film “Palabra por palabra”, que pasó sin trascendencia por las carteleras.
Entre los años 2009 y 2014, realizó numerosas apariciones en tiras televisivas de la argentina, como Casi Ángeles, Enseñame a vivir, Sueña conmigo, Secretos de amor, Víndica y Herederos de una venganza.
Llegó a la pantalla de la TV, donde condujo ESPN Redes (Argentina) desde 2016 hasta 2019. Sin embargo, nada fue tan fácil en su camino al "éxito", palabra que elige poner entre comillas. Durante 2017, se unió al histórico programa Polémica en el bar. En ese mismo año también se presentó en la obra de teatro, Ridículo. 
En 2018 condujo con Florencia Vigna los Premios Martín Fierro 2017 Digital. También condujo junto a Ivana Nadal, La Voz Argentina: MTV After Hours, donde entrevistaba a los participantes, jurados y conductores de la nueva temporada de La voz Argentina. En ese mismo año protagonizó ¿Qué puede pasar? con Darío Lopilato interpretado a Peter.
Tuvo la oportunidad de rodar con Erica Rivas y Pablo Rago la película Bruja en 2019,  En 2020 se une junto a Agustina Casanova a El precio justo en la sección de "La Visita".
En octubre de ese mismo año empezó su sección de entrevistas titulada Ferné con Grego la cual consta de 3 temporadas. Esta se basa en los personajes públicos se juntan con Grego a tomar la bebida alcohólica fernet con coca mientras hablan de la vida. En esta sección se presentaron artistas como L-Gante, Duki, Airbag. También figuras públicas de diferentes ramas como Coscu, Lucas Rodríguez, Martin Garabal, Sebastián Wainraich, Nati Jota, Morena Beltrán, Miguel Granados, Lucas Pratto, Florencia Vigna, entre otros.

## Filmografía

### Televisión y plataformas
| Año           | Título                                 | Rol                                 | Notas                 |
| ------------- | -------------------------------------- | ----------------------------------- | --------------------- |
| 2009          | Casi Angeles                           | Jerry                               |                       |
| 2009          | Enseñame a vivir                       | Gregorio                            |                       |
| 2010          | Sueña conmigo                          | Manuel                              |                       |
| 2011          | Víndica                                | Aguilar                             |                       |
| 2012          | Herederos de una venganza              | Manuel                              |                       |
| 2014          | Señores papis                          | Cartero (Sin nombre)                |                       |
| 2016–2019     | ESPN Redes                             | Conductor                           |                       |
| 2017–2018     | Polémica en el bar                     | Panelista                           |                       |
| 2018          | Premios Martín Fierro Digital 2017     | Presentador                         |                       |
| 2018          | La Voz Argentina: MTV After Hours      | Conductor                           |                       |
| 2018          | #SGBonusTrack                          | Host                                |                       |
| 2019          | Martín Fierro 2018: La Alfombra Roja   | Host                                |                       |
| 2019          | Grego Rossello: Disculpe las molestias | Standapero                          |                       |
| 2020          | Divina comida                          | Participante / Anfitrión (semana 6) | 5.to lugar            |
| 2020          | El Precio Justo                        | Panelista                           | Segmento: "La visita" |
| 2020–2021     | Santo sábado                           | Panelista                           |                       |
| 2020–presente | Ferné con Grego                        | Host                                |                       |
| 2021          | Santo especial                         | Panelista                           |                       |
| 2022–presente | Red Flag                               | Host                                |                       |
| 2023          | LOL: Last One Laughing Argentina       | Coconductor                         |                       |

### Cine
| Año  | Título              | Personaje |
| ---- | ------------------- | --------- |
| 2008 | Palabra por palabra | Peter     |
| 2018 | ¿Qué puede pasar?   | Peter     |
| 2019 | Bruja               | Paco      |

## Teatro
| Año               | Título           | Personaje |
| ----------------- | ---------------- | --------- |
| 2014 - 2016       | No entiendo nada | Él mismo  |
| 2017 - 2020       | Ridículo         | Él mismo  |
| 2021 - Actualidad | GREGO 3.0        | Él mismo  |

## Premios y nominaciones
| 2016 | Kids' Choice Awards Argentina                   | Revelación Digital                                      | Él mismo        | Nominados |
| 2017 | Fans Awards                                     | Pareja Aww (compartido con Stephanie Demner)            | Ellos mismos    | Nominados |
| 2018 | Premios Martín Fierro Digital                   | Rey de Redes                                            | Él mismo        | Nominado  |
| 2019 | Premios Martín Fierro Digital                   | Mejor Actividad en Redes                                | Él mismo        | Ganador   |
| 2021 | Coscu Army Awards                               | Stream destacado del año                                | Él mismo        | Nominado  |
| 2021 | Coscu Army Awards                               | Realizador de directos aparición del año                | Él mismo        | Nominado  |
| 2022 | Coscu Army Awards                               | Mejor evento recurrente                                 | Ferné con Grego | Ganador   |
| 2023 | Premios Martín Fierro a la Comunicación Digital | Mejor programa de entretenimientos radio digital nativa | Red Flag        | Ganador   |
| 2023 | Premios Martín Fierro Digital                   | Mejor contenido de entrevistas                          | Ferné con Grego | Ganador   |